# Ruitensproeier

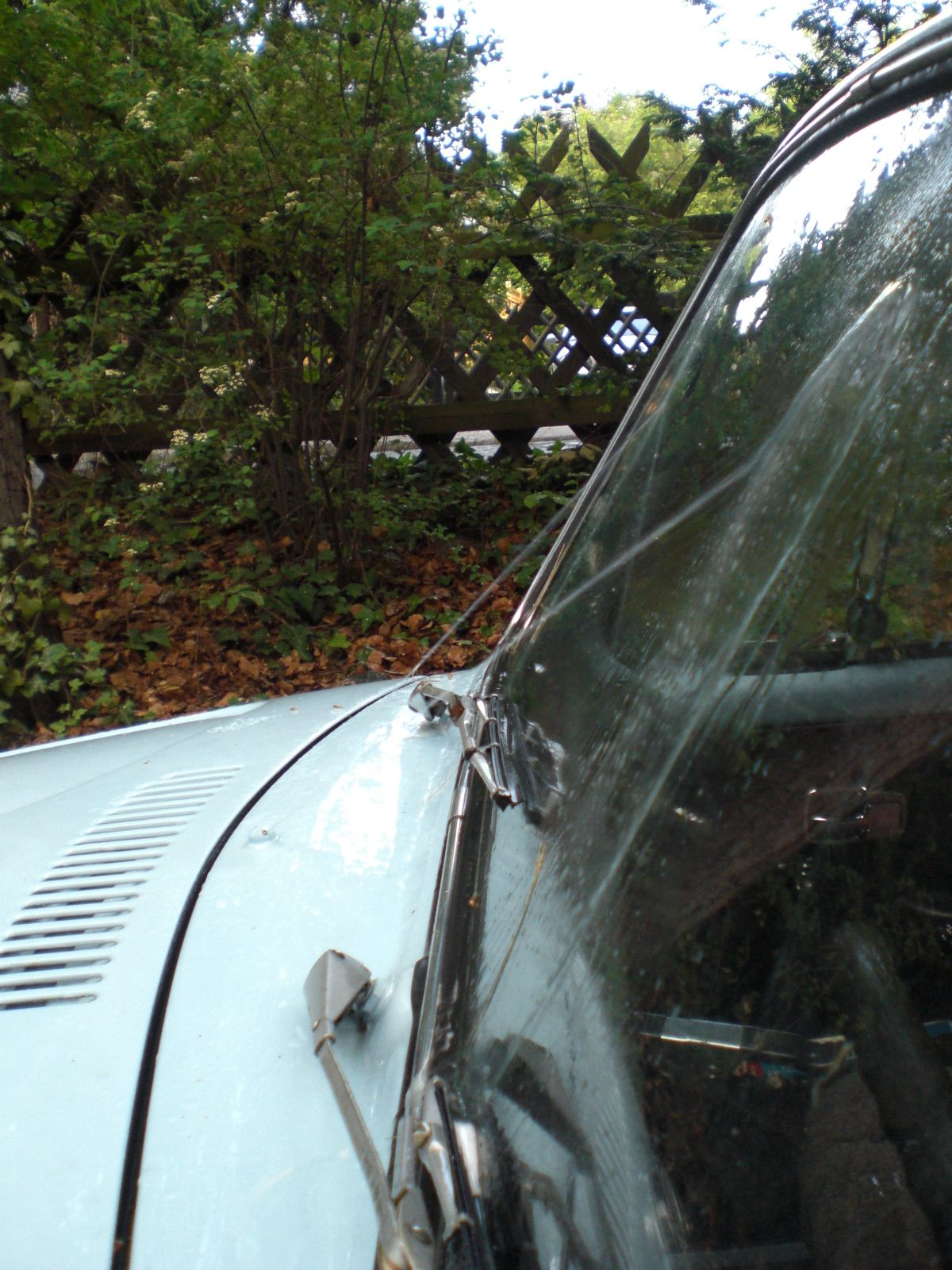
Ruitensproeier

Een ruitensproeier is de installatie die bij voertuigen aanwezig is voor het besproeien (bewateren) van de ruiten om deze schoon te wissen.
Bij auto's van na 30 september 1971 is de voorruit verplicht voorzien van een ruitensproeierinstallatie. Het reservoir met ruitensproeiervloeistof moet regelmatig worden bijgevuld. In de winter moet een geschikte antivries worden toegevoegd. Een ruitensproeier kan (bij moderne voertuigen) elektrisch of (bij oudere voertuigen) met een handmatige (of voet)pomp worden bediend. De ruitenwisser verspreidt de schoonmaakvloeistof over de ruit.

## Geschiedenis
Trico ontwierp in 1936 een sproeier die werkte op de onderdruk in het inlaatspruitstuk. De doorbraak van de elektrische sproeier ligt in de jaren vijftig (Lucas 1953). Rond 1965 is de betere middenklasser uitgerust met een elektrische wis/was-installatie.
Bij moderne auto's zijn ook de koplampen vaak voorzien van sproeiers en wissers.